# Thomas Boger

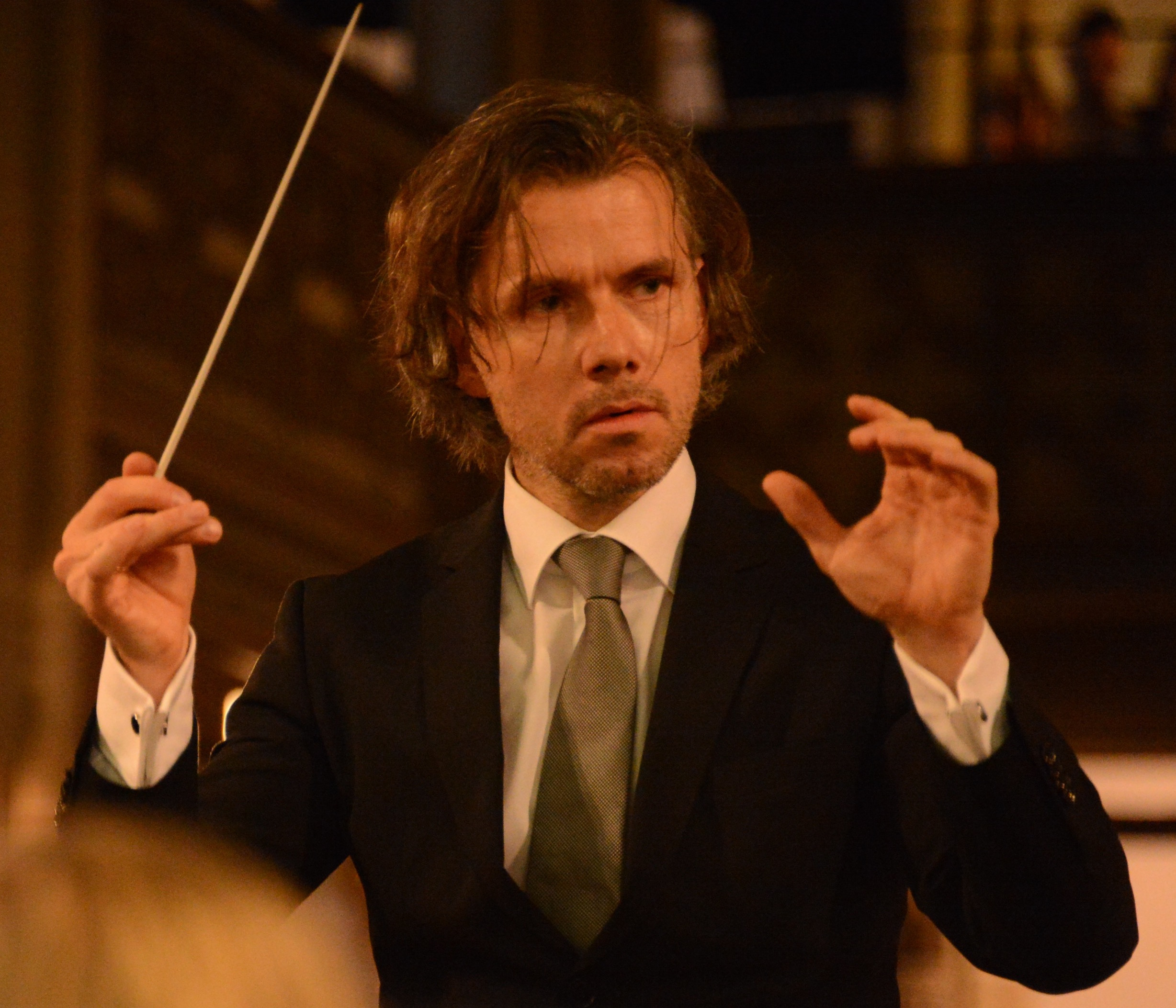
Thomas Boger

Thomas Boger (* 1970 in Pforzheim) ist ein deutscher Dirigent und Trompeter. Von 2009 bis 2024 war er Chefdirigent des Polizeiorchester Niedersachsen. Seit Februar 2024 ist  Boger  Leiter des Landespolizeiorchester Nordrhein-Westfalen.

## Leben und Wirken
Boger studierte Trompete an der Hochschule für Künste in Bremen bei  Otto Sauter und an der Hochschule für Musik in Detmold bei  Max Sommerhalder. Privatstudien führten ihn  zu Bo Nilson nach Schweden und anschließend zu Pierre Thibaud nach Paris.
Während dieser Jahre bekam er Impulse zum Dirigieren durch Hans Joachim Kaufmann, Joachim Harder, Douglas Bostock, Maurice Hamers und Jan Cober. Prägend war sein langjähriges Studium bei Pierre Kuijpers.
Seit 2009 war Thomas Boger Chefdirigent des Polizeiorchester Niedersachsen. Seine musikalische Bandbreite reicht von Klassik über Filmmusik und Musical bis hin zu Pop-Rock und Jazzmusik. In Zusammenarbeit mit dem NDR entstanden Livemitschnitte, CD-Produktionen sowie Radiosendungen.
Er arbeitet als Gastdirigent und Dozent mit dem Bundespolizeiorchester Hannover, dem Heeresmusikkorps 1 der Bundeswehr, der Jungen Bläserphilharmonie NRW und dem Landespolizeiorchester NRW.
Boger arbeitete zusammen mit den Solisten Markus Becker, Oliver Mascarenhas, Rupprecht Drees, Ulfert Smidt, Maricel, Janice Harrington, Terry Hoax, Ich kann fliegen, Juliano Rossi und den Rainbirds.
Als Trompeter wirkt Boger in Ensembles und Orchestern für alte Musik mit, wie dem Münchener Kammerorchester, Göttinger Barockorchester, La Stagione Frankfurt, L' Arco Hannover.